# Huangchuan
Huangchuan (chinesisch 潢川县, Pinyin Huángchuān Xiàn) ist ein Kreis der bezirksfreien Stadt Xinyang in der chinesischen Provinz Henan. Er hat eine Fläche von 1.638 km² und zählt 676.500 Einwohner (Stand: Ende 2018).
Die alte Stadt aus dem alten Staat Huang (Huangguo gucheng 黄国故城) steht seit 2006 auf der Liste der Denkmäler der Volksrepublik China (6-142).

## Administrative Gliederung
Auf Gemeindeebene setzt sich Huangchuan aus vier Straßenvierteln, neun Großgemeinden, acht Gemeinden, einer Staatsfarm und einer wirtschaftlichen Erschließungszone zusammen. Diese sind:
- Straßenviertel Dingcheng (定城街道), Sitz der Kreisregierung;
- Straßenviertel Chunshen (春申街道);
- Straßenviertel Laocheng (老城街道);
- Straßenviertel Yiyang (弋阳街道);
- Großgemeinde Butaji (卜塔集镇);
- Großgemeinde Fudian (傅店镇);
- Großgemeinde Huangsigang (黄寺岗镇);
- Großgemeinde Jiangjiaji (江家集镇);
- Großgemeinde Renhe (仁和镇);
- Großgemeinde Sanpi (伞陂镇);
- Großgemeinde Shuangliushu (双柳树镇);
- Großgemeinde Taolinpu (桃林铺镇);
- Großgemeinde Xuezi (踅孜镇);
- Gemeinde Baidian (白店乡);
- Gemeinde Chuanliudian (传流店乡);
- Gemeinde Lailong (来龙乡);
- Gemeinde Longgu (隆古乡);
- Gemeinde Shangyougang (上油岗乡);
- Gemeinde Tandian (谈店乡);
- Gemeinde Weigang (魏岗乡);
- Gemeinde Zhangji (张集乡);
- Wirtschaftliche Erschließungszone Huangchuan (潢川经济技术开发区);
- Staatsfarm Huanghu (黄湖农场).